# 나카다 유야
나카다 유야(일본어: 中田 祐矢, 1986년 5월 31일~)는 일본의 남성 성우이자, 배우이다.